# Tomislav Crnković
Tomislav Crnković (Kotor, Reino de Yugoslavia, 17 de junio de 1929 - Zagreb, 17 de enero de 2009),  fue un futbolista croata que jugó para la selección de fútbol de Yugoslavia. 

## Carrera

### Club
Como defensa, jugó en el HAŠK, Metalac y el Dinamo Zagreb. Fuera de las fronteras yugoslavas, jugó en el Linzer ASK austríaco y el Servette Geneva suizo.
Con 439 encuentros en el Dinamo, Crnković fue parte del primer gran club ganador de la Liga yugoslava entre 1954 y 1958 así como de la Copa entre 1951 y 1960. Crnković es reconocido como uno de los grandes defensas del Dinamo de todos los tiempos. En 2006, fue uno de los fundadores de la Federación Croata de Fútbol

### Internacional
Hizo su debut con la selección de fútbol de Yugoslavia en junio de 1952 en un amistoso contra Noruega y acumuló un total de 51 participaciones, sin marcar ningún gol. Formó parte del equipos que se colgó la plata en los Juegos Olímpicos de Helsinki 1952, y estuvo seleccionado para el Mundial de 1954 7 1958. Su última participación fue en el clasificatorio contra Portugal.

## Entrenador
Como entrenador, dirigió el Simmering austríaco.

## Vida personal
Crnković era un conocido mujeriego y se casó al menos cinco veces en su vida. Después de terminar su carrera futbolística, Crnković pasó un breve tiempo como periodista y más tarde como propietario de un popular restaurante en Zagreb. También se encontró en problemas financieros después de estar involucrado en un accidente automovilístico en el que resultó herido. Insistió en pagar dinero a las otras víctimas del accidente, lo que lo dejó casi en bancarrota. Cerca del final de su vida, fue acogido por la Federación Croata de Fútbol.

## Clubes

### Jugador
| Club           | País       | Año       | Partidos | Goles |
| -------------- | ---------- | --------- | -------- | ----- |
| Metalac Zagreb | Yugoslavia | 1947–1949 |          |       |
| Dinamo Zagreb  | Yugoslavia | 1950–1961 | 439      | 5     |
| LASK           | Austria    | 1961–1962 | 32       | 0     |
| Servette FC    | Suiza      | 1962–1964 |          |       |

### Entrenador
| Club              | País    | Año       |
| ----------------- | ------- | --------- |
| 1. Simmeringer SC | Austria | 1965–1966 |